# Elgin, Joliet and Eastern Railway
L'Elgin, Joliet and Eastern Railway (sigle AAR : EJE) est une compagnie de chemin de fer de classe II qui opère dans la périphérie de Chicago. Il sert de lien entre les chemins de fer de classe I du nord-est de l'Illinois et du nord-ouest de l'Indiana. Ses surnoms incluaient « The J » et « The Chicago Outer Belt Line ». Il fit partie des chemins de fer américains de classe I.
Le 26 septembre 2007, le Canadien National annonça son intention de racheter une majorité du EJ&E et de ne laisser qu'un petit tronçon de ligne dans l'Indiana qui serait réorganisé sous le nom de Gary Railway. Le rachat fut approuvé le 24 décembre 2008 par le Surface Transportation Board, et son application fut effective le 1er février 2009.

## Histoire

### Les origines
Le prédécesseur de l'EJ&E, le Joliet, Aurora and Northern Railway fut créé le 30 avril 1884, avec pour objectif de construire une voie ferrée partant vers l'ouest de la frontière de l'Indiana jusqu'aux rives du fleuve Mississippi face à Dubuque via Joliet et Aurora. La mise en service débuta en 1886 entre Joliet et Aurora.
À cette époque, un autre chemin de fer du nom d'Elgin, Joliet and Eastern Railway programmait de construire une voie ferrée entre Valparaiso et Joliet, puis de joindre vers le nord le Milwaukee Road près de Elgin. Le EJ&E racheta le Joliet, Aurora and Northern Railway en octobre 1888 et commença son activité le 1er janvier 1889.
En janvier 1891, le EJ&E acquit deux lignes très importantes : 
le Gardner Coal City and Northern Railway qui allait de Caster, Illinois au sud de Coal City, vers Walker, Illinois près de Plainfield où il rejoignait l'EJ&E et le Waukegan and Southwestern Railway qui était en construction entre Waukegan, Illinois et Elgin.
Cela complétait la ligne entre Waukegan et McCool, Indiana situé à l'est de Griffith, Indiana.
Afin de desservir le district industriel de Hammon-East Chicago-Whiting, Indiana, l'EJ&E fit l'acquisition de droits de passage en 1894. Cependant, la construction de cette ligne par le Griffith and Northern Railway, entre Gary, Whiting et South Chicago, ne débuta qu'en 1899. Des connexions avec le Chicago, Lake Shore and Eastern Railway et le Western Indiana Railway permirent une pénétration supplémentaire du district. L'EJ&E racheta ces 2 lignes simultanément.

### L'époque de l'U.S. Steel
En 1901, l'United States Steel Corporation prit le contrôle de l'EJ&E.
L'EJE fut ensuite regroupé au sein de Transtar, la filiale transport du U.S. Steel.
Transtar, via ses nombreuses filiales, était présent dans les transports ferroviaires, l'exploitation des docks et la navigation par barges fluviales. La plupart de ces compagnies étaient plus que centenaires, et avaient été créées au fil des ans pour répondre à la demande de transport générée par les diverses aciéries, ancêtres de l'U.S. Steel.
Au début des années 1980, U.S. Steel se diversifia dans le pétrole, et changea son nom en USX à la fin de 1986. En décembre 1988, USX en association avec Blackstone Group réorganisèrent financièrement Transtar qui devint Transtar Inc., regroupant les compagnies suivantes :
- Birmingham Southern Railway Company
- Delray Connecting Railroad Company, acquis en 2003
- Elgin, Joliet and Eastern Railway, vendu au Canadien National en 2009
- Fairfield Southern Company
- Lake Terminal Railroad,
- McKeesport Connecting Railroad
- Mobile River Terminal Company
- Texas and Northern Railway, acquis en 2007
- Union Railroad
- Warrior and Gulf Navigation Company,
- Bessemer and Lake Erie Railroad, vendu à Great Lakes Transportation en 2001
- Duluth, Missabe and Iron Range Railway, vendu à GLT en 2001
- Pittsburgh and Conneaut Dock Company, vendu à GLT en 2001
- USS Great Lakes Fleet, Inc., vendu à GLT en 2001

En mars 2001, Blackstone Group se désengagea de Transtar, permettant à USX de contrôler à nouveau sa filiale à 100 %. En octobre 2001, USX fut scindé en deux ; le pôle « acier » repris l'ancien nom de U.S. Steel Corporation, et le pôle énergie, celui de Marathon Oil Corporation.

### Le rachat par le Canadien National
En 2004, le CN racheta Great Lakes Transportation à Blackstone Group, successeur de Transtar, ce qui lui permit de prendre possession du Bessemer and Lake Erie Railroad, du Duluth, Missabe and Iron Range Railway, de la Great Lakes Fleet, Inc., et de la Pittsburgh & Conneaut Dock Company.
Le 10 septembre 2007, le Crain's Chicago Business rapporta que le Canadien National était en pourparlers pour le rachat de l'EJE. Le 26 septembre 2007, le Canadien National annonça officiellement son intention d'acheter la majorité de l'EJ&E afin de contourner Chicago, où la congestion du trafic entraînait de nombreux retards. La transaction évaluée à 300 millions de dollars, ne fut approuvée que le 24 décembre 2008 par le Surface Transportation Board (STB),,. La transaction eut lieu le 31 janvier 2009, et fut effective le 1er février. Les 2 premiers trains du CN commencèrent à circuler sur l'EJ&E le 10 mars 2009 ; mais il est prévu de faire rapidement circuler 6 trains par jour.
De son côté, Transtar, filiale de U.S. Steel, conserva l'infrastructure ferroviaire autour de Gary ; rebaptisé Gary Railroad, cet embranchement industriel dessert les aciéries locales de l'U.S. Steel,.

## Le service voyageur
Le service voyageur débuta dès le début de l'exploitation de l'EJE en janvier 1889. La compagnie stoppa l'exploitation de ses trains de voyageurs en 1907, mais continua de transporter des passagers jusqu'en 1909 en les installant dans ses cabooses.

## Le matériel de traction
Dans le passé du temps de la vapeur et des premières diesels, l'EJ&E s'approvisionnait fréquemment chez Baldwin Locomotive Works. La locomotive diesel-électrique Baldwin DT-6-6-2000 fut conçue spécialement pour l'EJ&E. Les Baldwin VO660s et VO1000s constituaient la majorité de la flotte. Puis des années 1960 aux années 1980, la compagnie acheta de nombreuses EMD SW1200s, qui devinrent les plus communes sur la ligne. Au cours des années 1980, les Baldwin disparurent et furent remplacées par des EMD. Les EMD SD38-2 allaient se dresser en seconde position dans la flotte des locomotives. Elles étaient utilisées en double traction pour le service régulier des marchandises. Les autres machines étaient constituées par 3 EMD SW1001s, 3 EMD NW2, 1 EMD SW1500 et 1 EMD GP38-2.
Au moment de la vente au Canadien National, le parc de l'EJE était le suivant:
- EMD SX1200 : 23
- EMD SW1001 : 3
- EMD NW2 : 1
- EMD SW1500 : 1
- EMD SD18 transformé en SD18U : 5
- EMD SD38 : 2
- EMD SD38-2 : 20
- EMD GP38-2 : 1
- EMD SDM : 6

## Les villes desservies
L'EJ&E reliait les villes et agglomérations suivantes : dans l'Illinois : Waukegan, Lake Zurich, Barrington, Elgin, Joliet, et Park Forest.
Dans l'Indiana : Gary.

## Récompenses
Le 16 mai 2006, l'EJ&E reçut pour l'année 2005 le « EH Harriman Award » de bronze pour la sécurité du personnel dans la catégorie des chemins de fer du groupe C.

## Traduction
- (en) Cet article est partiellement ou en totalité issu de l’article de Wikipédia en anglais intitulé « Elgin, Joliet and Eastern Railway » (voir la liste des auteurs).